# Peránthi
Peránthi är en ort i Grekland.   Den ligger i prefekturen Nomós Ártas och regionen Epirus, i den centrala delen av landet, 260 km nordväst om huvudstaden Aten. Peránthi ligger 31 meter över havet och antalet invånare är 416.
Terrängen runt Peránthi är kuperad åt nordost, men åt sydväst är den platt.Runt Peránthi är det ganska glesbefolkat, med 21 invånare per kvadratkilometer. Närmaste större samhälle är Arta, 10,3 km nordväst om Peránthi. 